# 新姆利尼夫卡
47°25′13″N 36°58′47″E / 47.42028°N 36.97972°E
新姆利尼夫卡（烏克蘭語：Новомлинівка）是位於烏克蘭東南部的村莊，由扎波羅熱州波洛希區的羅濟夫卡市鎮負責管轄。該村距離新德沃里夫卡1公里，始建於1793年，面積1.7平方公里，海拔高度178米。